# 狄黑

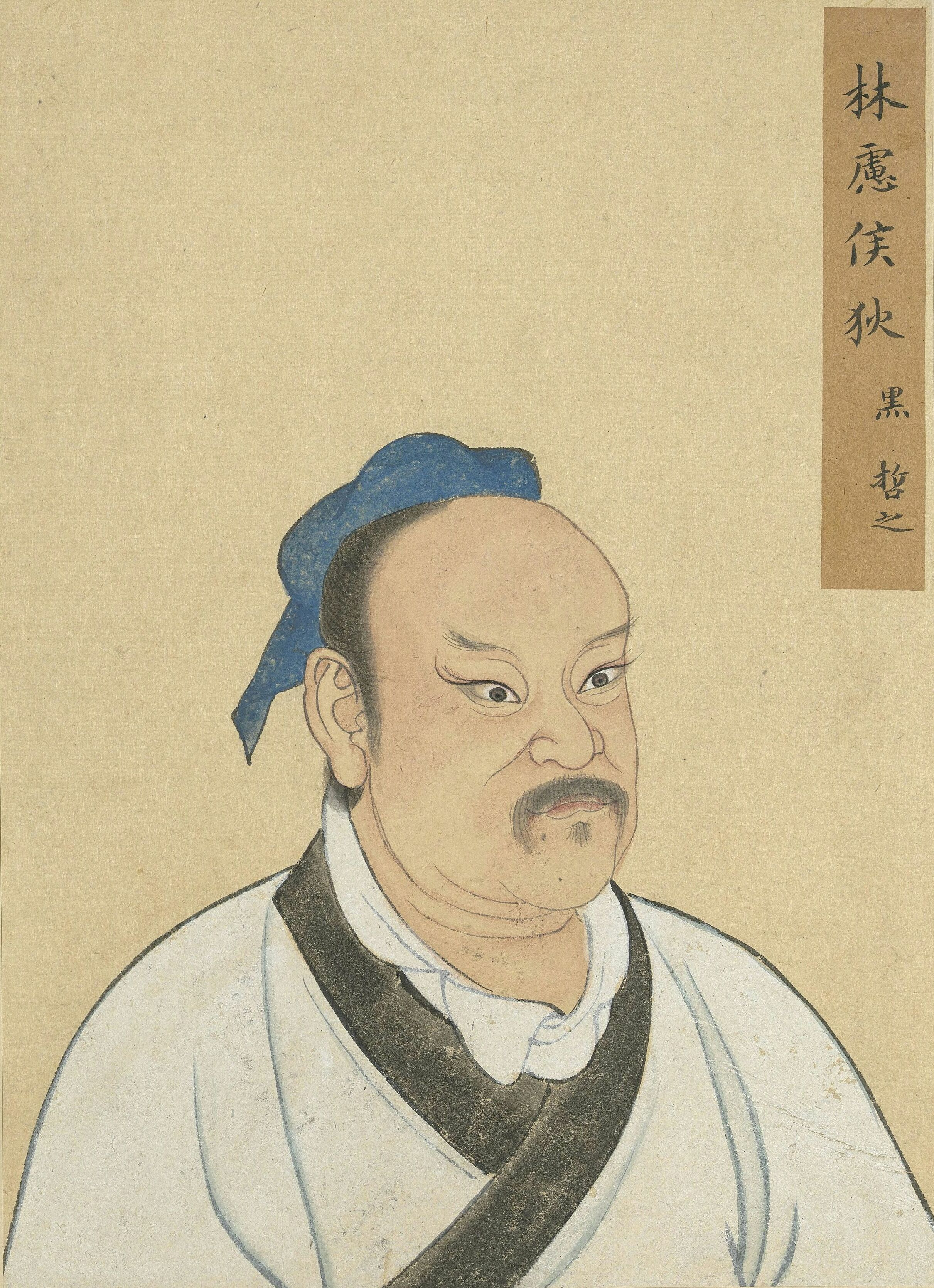
狄黑

狄黑（？—？），字皙，《孔子家语·弟子解》作字皙之、哲之。春秋时期卫国人。孔子弟子。

## 生平
狄黑生平事迹不详。

## 歷代追封
- 漢明帝永平十五年（72年）從祀孔廟。
- 唐玄宗開元二十七年（739年）封临济伯。
- 宋真宗大中祥符二年（1009年）封林虑侯。
- 明世宗嘉靖九年（1530年）封先賢狄子。